# فهرست شهرهای لائوس

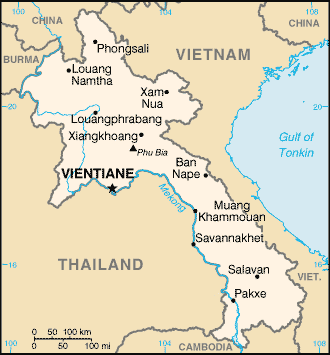

در فهرست شهرهای لائوس (انگلیسی: List of cities in Laos) آورده شده است:
| شهر                            | جمعیت   | مختصات                                            | استان                                |
| ------------------------------ | ------- | ------------------------------------------------- | ------------------------------------ |
| وینتیان (مرکز)                 | ۱۹۶٬۷۳۱ | ۱۷°۵۸′شمالی ۱۰۲°۳۶′شرقی / ۱۷٫۹۷°شمالی ۱۰۲٫۶۰°شرقی | منطقه وینتیان                        |
| پاکسه (Pakxe)                  | ۸۸٬۳۳۲  | ۱۵°۰۷′شمالی ۱۰۵°۴۷′شرقی / ۱۵٫۱۲°شمالی ۱۰۵٫۷۸°شرقی | استان چامپاساک                       |
| ساواناخت                       | ۶۶٬۵۵۳  | ۱۶°۳۴′شمالی ۱۰۴°۴۵′شرقی / ۱۶٫۵۷°شمالی ۱۰۴٫۷۵°شرقی | استان ساوان‌ناکت                      |
| لوآنگ پرابانگ (Louangphrabang) | ۴۷٬۳۷۸  | ۱۹°۵۳′شمالی ۱۰۲°۰۸′شرقی / ۱۹٫۸۹°شمالی ۱۰۲٫۱۴°شرقی | استان لوآنگ پرابانگ (Louangphrabang) |
| Xam Neua (Xam Nua, Sam Neua)   | ۳۸٬۹۹۲  | ۲۰°۲۵′شمالی ۱۰۴°۰۳′شرقی / ۲۰٫۴۲°شمالی ۱۰۴٫۰۵°شرقی | استان هوافان                         |
| فونساوان (Ban Phonsavan)       | ۳۷٬۵۰۷  | ۱۹°۲۸′شمالی ۱۰۳°۱۱′شرقی / ۱۹٫۴۶°شمالی ۱۰۳٫۱۸°شرقی | استان شیانگخوانگ                     |
| تاخک                           | ۲۶٬۲۰۰  | ۱۷°۲۵′شمالی ۱۰۴°۵۰′شرقی / ۱۷٫۴۱°شمالی ۱۰۴٫۸۳°شرقی | استان خاموان (Khammouan)             |
| موانگ شای (Oudomxai)           | ۲۵٬۰۰۰  | ۲۰°۴۱′شمالی ۱۰۱°۵۹′شرقی / ۲۰٫۶۹°شمالی ۱۰۱٫۹۸°شرقی | استان اودومشای (Oudomxai)            |
| Xaysomboun (Viengchan)         | ۲۵٬۰۰۰  | ۱۸°۵۵′شمالی ۱۰۲°۲۷′شرقی / ۱۸٫۹۲°شمالی ۱۰۲٫۴۵°شرقی | استان وینتیان                        |
| پاکشن (Muang Pakxan)           | ۲۱٬۹۶۷  | ۱۸°۲۳′شمالی ۱۰۳°۴۰′شرقی / ۱۸٫۳۸°شمالی ۱۰۳٫۶۶°شرقی | استان بولیکام‌سای (Bolikhamxai)       |
| اتاپیو (Attopu)                |         | ۱۴°۴۸′شمالی ۱۰۶°۵۰′شرقی / ۱۴٫۸۰°شمالی ۱۰۶٫۸۳°شرقی | استان آتاپیو (Attopu)                |
| بان هوایشای                    |         | ۲۰°۱۶′شمالی ۱۰۰°۲۶′شرقی / ۲۰٫۲۶°شمالی ۱۰۰٫۴۳°شرقی | استان بوکیو                          |
| لوانگ نامتا                    |         | ۲۰°۵۷′شمالی ۱۰۱°۲۴′شرقی / ۲۰٫۹۵°شمالی ۱۰۱٫۴۰°شرقی | استان لوآنگ نامتا                    |
| فونگسالی (Phongsaly)           |         | ۲۱°۴۱′شمالی ۱۰۲°۰۶′شرقی / ۲۱٫۶۸°شمالی ۱۰۲٫۱۰°شرقی | استان فونگسالی (Phongsaly)           |
| ساینیابولی (Xaignabouli)       |         | ۱۹°۱۵′شمالی ۱۰۱°۴۵′شرقی / ۱۹٫۲۵°شمالی ۱۰۱٫۷۵°شرقی | استان ساینیابولی (Xaignabouli)       |
| سالاوان (Saravane)             |         | ۱۵°۴۳′شمالی ۱۰۶°۲۵′شرقی / ۱۵٫۷۲°شمالی ۱۰۶٫۴۲°شرقی | استان سالاوان (Saravane)             |
| سیکونگ (Xekong)                |         | ۱۵°۲۰′شمالی ۱۰۶°۴۳′شرقی / ۱۵٫۳۴°شمالی ۱۰۶٫۷۲°شرقی | استان سکونگ (Xekong)                 |